# Larissa Bonfante

Giuliano Bonfante & Larissa Bonfante: The Etruscan Language. (2002)

Larissa Bonfante (* 27. März 1931 in Neapel; † 23. August 2019 in New York) war eine italienisch-amerikanische Klassische Archäologin mit dem Spezialgebiet Etruskologie. Bonfante war eine führende Autorität in Fragen der etruskischen Sprache und Religion. Daneben beschäftigte sie sich intensiv mit Kleidung in der Antike.

## Leben und Werk
Larissa Bonfante wurde als Tochter des Etruskologen Giuliano Bonfante (1904–2005) in Italien geboren, emigrierte aber schon als Kind 1939 zusammen mit ihren Eltern in die Vereinigten Staaten, da ihr Vater Giuliano Bonfante erklärter Antifaschist war und sich zur Ausreise genötigt sah.
Bonfante studierte zunächst am Radcliffe College in Cambridge, dann am Barnard College in New York Klassische Altertumswissenschaft (Classics) und schloss 1954 mit einem Bachelor (BA) ab. An der University of Cincinnati erwarb sie 1957 den Master (MA). Ihr postgraduales Studium beendete sie 1966 an der Columbia University mit dem Doktortitel (Ph.D.). Sie lehrte an der New York University von 1963 bis 1970 als Assistant Professor, bis 1975 als Associate Professor und bis 2006 als Full Professor. 1983 wurde sie für ihre Lehrtätigkeit mit dem Great Teacher Award der Alumni Federation ausgezeichnet.  Nach ihrem Ausscheiden aus dem akademischen Betrieb war sie emeritierte Professorin für Klassische Altertumswissenschaft.
Erste Erfahrungen in der Archäologie sammelte Bonfante bei Feldarbeiten nahe Cerveteri unter dem renommierten Etruskologen Massimo Pallottino (1909–1995). Sie war auch bekannt mit Otto J. Brendel und Maria Weigert Brendel, einem deutsch-amerikanischen Ehepaar Klassischer Archäologen. Bei Otto Brendel hatte sie an der Columbia University promoviert. Eng befreundet war sie mit Margarete Bieber (1879–1978), einer deutsch-amerikanischen Klassischen Archäologin und Professorin, die als Jüdin aus Deutschland in die USA emigrieren musste. Für sie verfasste Bonfante einen Nachruf und zwei umfangreiche biographische Essays. Auch mit Maria Weigert Brendel verband sie eine Freundschaft, auch mit ihr teilte sie die Erfahrungen von Flucht aus Europa und Emigration in die USA.

Larissa Bonfante: The Plays of Hrotswitha of Gandersheim. (Bilingual Edition 2013)

Bonfantes erste Hauptpublikation Etruscan Dress (1975), abgeleitet aus ihrer Dissertation an der Columbia University, war die Grundlage für weitere Untersuchungen der Kleidung in antiken Kulturen wie Nudity as a costume in classical art (1989) und The World of Roman Costume (1994). Aufgrund der besonderen Bedeutung wurde Etruscan Dress 2003 in einer aktualisierten Ausgabe neu aufgelegt.
1983 veröffentlichte sie zusammen mit ihrem Vater Giuliano Bonfante The Etruscan Language. An Introduction, ein grundlegendes Werk über die etruskische Sprache, das in einer italienischen und einer rumänischen Übersetzung erschienen ist. In den 1980er und 1990er Jahren erforschte sie in zahlreichen Veröffentlichungen den Status und die Darstellung von Frauen in der etruskischen Kunst, vor allem von Mutterfiguren in der Votivkunst.
Bonfante beschäftigte sich intensiv mit etruskischen Bronzespiegeln und war Mitglied des internationalen Komitees für das Corpus Speculorum Etruscorum, ein seit 1973 laufendes internationales Forschungsprojekt, das sich zum Ziel gesetzt hat, alle erhaltenen etruskischen Bronzespiegel zu publizieren. Dazu veröffentlichte sie 1997 einen Band, der sich den etruskischen Spiegeln im Metropolitan Museum of Art von New York widmet.
Bonfante arbeitete als Lektorin, Redaktionsmitglied und im Vorstand des American Journal of Archaeology, gründete das Institute for Italic and Etruscan Studies, die US-Sektion des italienischen Istituto Nazionale di Studi Etruschi ed Italici und etablierte die Sektionszeitschrift Etruscan News. Regelmäßig organisierte sie Fachkonferenzen zu antiken Themenkreisen, darunter 2009 Etruscan Myth: Images and Translations und 2011 The Barbarians of Ancient Europe: Realities and Interactions. Darüber hinaus war sie Vizepräsidentin der New Yorker Gesellschaft der Archeological Society of America und Mitglied des Deutschen Archäologischen Instituts.
Ihr Werk wurde mit zahlreichen Auszeichnungen gewürdigt, darunter 2007 die Goldmedaille des Archaeological Institute of America. 2009 wurde sie zum Mitglied der American Philosophical Society gewählt. 2007/2008 war Bonfante Referentin bei den Charles Eliot Norton Lectures, einer Vorlesungsreihe, die seit 1907 jährlich von der Harvard University veranstaltet wird und zu der bedeutende Persönlichkeiten als Dozenten eingeladen werden.
Larissa Bonfante heiratete 1950 Peter Warren und nahm während ihrer Ehe den Doppelnamen Bonfante Warren an. 1952 wurde ihre Tochter Alexandra Bonfante-Warren geboren. 1962 ließ sich das Paar wieder scheiden. Gemeinsam mit ihrer Tochter hat sie Handschriften von Hroswitha von Gandersheim aus dem Lateinischen übersetzt und herausgegeben.

## Veröffentlichungen (Auswahl)
- mit Rolf Winkes: Bibliography of the works of Margarete Bieber for her 90th birthday, July 31, 1969. Columbia University, New York 1969.
- Roman Triumphs and Etruscan Kings: The Changing Face of the Triumph. In: The Journal of Roman Studies. Band 60, 1970, S. 49–66.
- Etruscan Dress. Johns Hopkins University Press, Baltimore 1975, Neuausgabe 2003, ISBN 978-0-8018-7413-0.
- mit Helga von Heintze (Hrsg.): In memoriam Otto J. Brendel. Essays in archaeology and the humanities. Philipp von Zabern, Mainz 1976, ISBN 978-3-8053-0154-1.
- The Plays of Hrotswitha of Gandersheim. Bolchazy-Carducci Publishers, Wauconda 1979, ISBN 978-0-86516-178-8.
- Out of Etruria. Etruscan influence north and south (= British Archaeological Reports. Band 1). Oxford 1981, ISBN 978-0-86054-121-9.
- mit Giuliano Bonfante: The Etruscan Language: An Introduction. Manchester University Press, Manchester 1983, Neuauflage 2002, ISBN 978-0-7190-5540-9.
- Etruscan Life and Afterlife: A Handbook of Etruscan Studies. Wayne State University Press, Detroit 1986, ISBN 978-0-8143-1813-3.
- mit Eva Jaunzems: Clothing and Ornament. In: Civilization of the Ancient Mediterranean: Greece and Rome. Band 2, Charles Scribner’s Sons, New York 1988, S. 1385–1436.
- Nudity as a costume in classical art. In: American Journal of Archaeology. Band 93, 1989, S. 543–570.
- Reading The Past: Etruscan. University of California Press, Berkeley 1990, ISBN 0-520-07118-2.
- Gens Antiquissima Italiae: Antichità dall'Umbria a New York. Electa/Editori Umbri Associati, Perugia/Mailand 1991, ISBN 88-435-3525-0.
- Fufluns Pacha: The Etruscan Dionysos. In: Thomas H. Carpenter, Christopher A. Faraone (Hrsg.): Masks of Dionysos. Cornell University Press, Ithaca/London 1993, S. 221–235.
- mit John Chadwick u. a.: La naissance des écritures: Du cunéiforme à l'alphabet. Seuil, Paris 1997, ISBN 2-02-033453-4.
- Corpus Speculorum Etruscorum: USA. Band 3: New York: The Metropolitan Museum of Art. L'Erma di Bretschneider, Rom 1997, ISBN 88-7062-997-X.
- Nursing Mothers in Classical Art. In: Ann Olga Koloski-Ostrow (Hrsg.): Naked Truths: Women, Sexuality, and Gender in Classical Art and Archaeology. Routledge, London 1997, ISBN 978-0-415-15995-1, S. 174–195.
- mit Judith Swaddling: Etruscan myths. University of Texas Press, Austin 2006, ISBN 978-0-292-70606-4.
- mit Blair Fowlkes: Classical antiquities at New York University. L'Erma di Bretschneider, Rom 2006, ISBN 978-88-8265-366-8.
- mit Judith Lynn Sebesta: The World of Roman Costume. University of Wisconsin Press, Madison 1994, Neuausgabe 2006, ISBN 978-0-299-13854-7.
- als Hrsg.: The Barbarians of Ancient Europe: Realities and Interactions. Cambridge University Press, Cambridge 2011, Neuausgabe 2014, ISBN 978-1-107-69240-4.
- Mothers and Children. In: Jean MacIntosh Turfa (Hrsg.): The Etruscan World. Routledge, New York 2013, ISBN 978-1-134-05523-4, S. 426–446.
- The Plays of Hrotswitha of Gandersheim (Bilingual Edition). Bolchazy-Carducci Publishers, Wauconda 2013, ISBN 978-0-86516-783-4.
- mit Helen Nagy (Hrsg.): The Collection of Antiquities of the American Academy in Rome. University of Michigan Press, Michigan 2015, ISBN 978-0-472-11989-9.
- Etruscan mirrors and the grave. In: Marie-Laurence Haack (Hrsg.): L’écriture et l’espace de la mort. Épigraphie et nécropoles à l’époque préromaine. Publications de l’École française, Rom 2015, ISBN 978-2-7283-1096-8.